# Försvaret och det kalla kriget
Försvaret och det kalla kriget (FoKK) är ett svenskt forskningsprojekt inom militärhistoria.

## Projektets historia
FoKK har sitt ursprung i professor Kent Zetterbergs handledning av doktorander under andra hälften av 1990-talet inom ramen för forskningsprojektet Sveriges försvar och säkerhet. FoKK startades som ett självständigt projekt 2002 och erhöll därvid stöd av Högkvarteret. Initiativtagare var Zetterberg och riksarkivarie Erik Norberg, andre styresman för Kungliga Krigsvetenskapsakademien. Projektet samverkar med Försvarshögskolan, Kungliga Krigsvetenskapsakademien och Kungliga Örlogsmannasällskapet. År 2007 erhölls ett stort bidrag från Knut och Alice Wallenbergs Stiftelse. Sedan 2012 är projektet förlagt till Historiska institutionen vid Stockholms universitet.

## Projektets syfte
FoKK:s syfte är att genomföra en samlad kunskapsinventering och forskningsinsats rörande det svenska försvarets utveckling under kalla kriget. I en presentation av projektet står: ”Vår forskning och analys har även bäring på nuet och framtiden, inte minst genom att lyfta fram de svenska erfarenheterna av politik och försvarsplanering, retorik och verklighet. Sambanden mellan svensk säkerhetspolitik, internationell utveckling och trögrörliga försvarssystem (genomförandet i försvaret) är ett svårhanterligt dilemma, då som nu. Minnet bleknar fort men det andra världskriget och det kalla kriget var Sveriges största försvarssatsning sedan stormaktstiden.” Projektet har fyra huvudområden: 1) Säkerhetspolitik och politisk ledning. 2) Strategi och operationer. 3) Våra stridskrafter, med delområden för armén, marinen och luftstridskrafterna. 4) Försvarsindustrin.

## Personer i projektet
Kent Zetterberg är sedan starten forskningsledare för projektet. I redaktionskommittén ingår professor emeritus Gunnar Artéus, överste Bo Hugemark, Olof Santesson (tidigare utrikesredaktör vid Dagens Nyheter) och överste Bertil Wennerholm. Tidigare ingick även kommendör Herman Fältström (avliden 2018).
Författare och redaktörer för de publicerade böckerna är utöver nyssnämnda personer även Lennart Andersson, Carl Björeman, Sten Ekman, Ingemar Elofsson, Johan Gribbe, Bengt Gustafsson, Magnus Haglund, Mikael Holmström, Louise Hugemark-Malmström, Birgit Karlsson, Sten Munck af Rosenschöld, Sam Nilsson, Tommy Pettersson, Thomas Roth, Claës Skoglund, Bengt Wallerfelt och Lars Wigert.

## Publicerade böcker
- 1. Hugemark, Bo, red. (2004), Fel sort och för mycket? Arméns avvägningsfrågor under det kalla kriget. Vittnesseminarium armén 16 september 2004, Stockholm: Försvarshögskolan, ISBN 91-631-5539-7, PDF.
- 2. Zetterberg, Kent, red. (2004), Att skåda Sovjetunionen i vitögat. Sex studier kring svenska relationer till Sovjetunionen under det kalla kriget, Stockholm: Försvarshögskolan, ISBN 91-89683-75-7.
- 3. Wennerholm, Bertil, red. (2005), Snabbare, högre och starkare? Avvägningsfrågor om luftstridskrafterna under det kalla kriget. Vittnesseminarium 23 mars 2004, Stockholm: Försvarshögskolan, ISBN 91-975807-0-8.
- 4. Gustafsson, Bengt (2005), Ubåtsfrågan – sanningen finns i betraktarens öga, Stockholm: Försvarshögskolan, ISBN 91-85401-20-X, PDF.
- 5. Fältström, Herman, red. (2005), Rätt sort, kom för sent och var för få. Marinens avvägningsfrågor under det kalla kriget. Vit[t]nesseminarium marinen 8 juni 2004. Marinens planering 1945–1992, Stockholm: Försvarshögskolan, ISBN 91-631-7484-7, PDF.
- 6. Hugemark, Bo, red. (2006), Flexibilitet eller rigiditet? Vittnesseminarium operationer. 12 oktober 2004, Stockholm: Försvarshögskolan, ISBN 91-975807-1-6, PDF.
- 7. Nilsson, Sam (2006), Stalin’s Baltic fleet and Palm’s T-office. Two sides in the emerging Cold War 1946–1947, Stockholm: Försvarshögskolan, ISBN 91-85401-42-0.
- 8. Wennerholm, Bertil (2006), Fjärde flygvapnet i världen? Doktrinutveckling i det svenska flygvapnet i försvarsbesluten 1942–1958. Underlag, beslut och genomförande i nationellt och internationellt perspektiv, Stockholm: Försvarshögskolan, ISBN 91-85401-48-X, PDF.
- 9. Gustafsson, Bengt (2006), Det ”kalla kriget”. Några reflexioner, Stockholm: Försvarshögskolan, ISBN 91-85401-55-2, PDF.
- 10. Roth, Thomas (2007), Försvar för folkhem och fosterland. Den svenska krigsmakten under det kalla kriget – en essäistisk översikt, Stockholm: Försvarshögskolan, ISBN 978-91-85401-62-8, PDF. (Nyutgåva som FoKK nr 48.)
- 11. Zetterberg, Kent (2007), Konsten att överleva. Studier i Sveriges försvar, strategi och säkerhetspolitik under 200 år, Stockholm: Försvarshögskolan, ISBN 978-91-85401-75-8.
- 12. Gustafsson, Bengt (2007), Det sovjetiska hotet mot Sverige under det kalla kriget, Stockholm: Försvarshögskolan, ISBN 978-91-85401-84-0, PDF. (Nyutgåva som FoKK nr 49.)
- 13. Andersson, Lennart, red. (2008), Svenska flygbaser, Stockholm: Svensk Flyghistorisk Förening. (Utgiven som specialnummer av Flyghistorisk revy.)
- 14. Santesson, Olof (2008), Försvarsmaktens styvbarn. En studie kring det kalla krigets informationstjänst, Stockholm: Försvarshögskolan, ISBN 978-91-85401-92-5, PDF.
- 15. Fältström, Herman, red. (2008), Ubåtsoperationer och kränkningar under det kalla kriget, Stockholm: Försvarshögskolan, ISBN 978-91-633-2984-5, PDF.
- 16. Hugemark, Bo, red. (2008), Blixt från hotfull himmel. Beredskap mot överraskande angrepp. Vittnesseminarium den 29 oktober 2007, Stockholm: Kungliga Krigsvetenskapsakademien, ISBN 91-975807-3-2.
- 17. Skoglund, Claës (2009), Det bästa försvarsbeslut som aldrig kom till stånd. Ett kontrafaktiskt uppslag, Stockholm: Svenskt Militärhistoriskt Biblioteks Förlag, ISBN 978-91-85789-57-3, PDF.
- 18. Fältström, Herman, red. (2009), Vi levde i verkligheten. Marinens operationer och taktik under det kalla kriget, Stockholm: Kungliga Örlogsmannasällskapet, ISBN 978-91-977973-0-6, PDF.
- 19. Pettersson, Tommy (2009), Med invasionen i sikte. Flygvapnets krigsplanläggning och luftoperativa doktrin 1958–1966, Stockholm: Svenskt Militärhistoriskt Biblioteks Förlag, ISBN 978-91-85789-38-2, PDF.
- 20. Björeman, Carl (2009), År av uppgång, år av nedgång. Försvarets ödesväg under beredskapsåren och det kalla kriget, Stockholm: Svenskt Militärhistoriskt Biblioteks Förlag, ISBN 978-91-85789-58-0, PDF.
- 21. Haglund, Magnus (2009), Flottan och det kalla kriget. Ett personligt perspektiv, Stockholm: Försvarshögskolan, ISBN 978-91-97797-32-0, PDF. Nyutgåva:  Svenska flottan under kalla kriget. Operationer och taktik i skuggan av hotet från öst, Stockholm: Svenskt Militärhistoriskt Biblioteks Förlag, 2014, ISBN 978-91-86837-85-3.
- 22. Elofsson, Ingemar; Wigert, Lars, reds. (2010), Röjdykarna. I vått och torrt, Stockholm: Försvarshögskolan, ISBN 978-91-977973-3-7. Nyutgåva av Svenskt Militärhistoriskt Biblioteks Förlag, 2017, ISBN 978-91-88053-43-5, PDF.
- 23. Gustafsson, Bengt (2010), Sanningen om ubåtsfrågan. Ett försök till analys, Stockholm: Santérus Förlag, ISBN 978-91-7359-040-2. (Andra upplagan utgiven 2015, ISBN 978-91-73590-99-0.)
- 24. Anderson, Lennart (2010), ÖB:s klubba. Flygvapnets attackeskader under kalla kriget, Stockholm: Svenskt Militärhistoriskt Biblioteks Förlag, ISBN 978-91-85789-74-0, PDF.
- 25. Zetterberg, Kent, red. (2010), Svenska atomvapen. En antologi uppsatser kring frågan om svenska taktiska kärnvapen under kalla kriget, Stockholm: Försvarshögskolan. Nyutgåva:  Svenska atomvapen. Utvecklingen av svenska taktiska kärnvapen och vapenbärare under kalla kriget, Stockholm: Svenskt Militärhistoriskt Biblioteks Förlag, 2016, ISBN 978-91-88053-22-0.
- 26. Artéus, Gunnar; Zetterberg, Kent, reds. (2010), Högsta ledningen. Förhållandet mellan regeringen och överbefälhavaren under det kalla kriget, Stockholm: Försvarshögskolan, ISBN 978-91-977973-5-1.
- 27. Fältström, Herman; Santesson, Olof, reds. (2010), På spaning efter det okända. Bilder från det kalla krigets ubåtsjakt, Stockholm: Försvarshögskolan, ISBN 978-91-977973-4-4, PDF.
- 28. Holmström, Mikael (2011), Den dolda alliansen. Sveriges hemliga NATO-förbindelser, Stockholm: Atlantis, ISBN 978-91-7353-404-8. (Andra upplagan utgiven 2011, ISBN 978-91-7353-523-6; tredje upplagan 2012, ISBN 978-91-7353-581-6; fjärde utökade upplagan 2015, ISBN 978-91-73538-39-8.)
- 29. Björeman, Carl (2011), Försvarets förfall. Konsten att lägga ner försvaret utan att någon bryr sig, Stockholm: Santérus Förlag, ISBN 978-91-7359-048-8.
- 30. Fältström, Herman, red. (2011), Ytspänning. Ett seminarium om kalla krigets verklighet, Stockholm: Försvarshögskolan.
- 31. Artéus, Gunnar; Fältström, Herman, reds. (2011), Totalförsvaret under Sveriges kalla krig. Sex föredrag, Tyresö: Kungliga Örlogsmannasällskapet, ISBN 978-91-977973-6-8, PDF.
- 32. Gribbe, Johan (2011), Stril 60. Teknik, vetenskap och svensk säkerhetspolitik under kalla kriget, Stockholm: Gidlunds Förlag, ISBN 978-91-78448-36-4.
- 33. Andersson, Lennart (2012), Fienden i öster! Svenskt jaktflyg under kalla kriget, Stockholm: Svenskt Militärhistoriskt Biblioteks Förlag, ISBN 978-91-86837-17-4, PDF.
- 34. Wigert, Lars, red. (2012), Sjöminan under kalla kriget, Karlskrona: Printfabriken, ISBN 978-91-980498-1-7.
- 35. Hugemark-Malmström, Louise (2014), Garderad neutralitet. Förberedelser för svenskt västsamarbete i krig. En kommenterad forskningsöversikt, Stockholm: Medströms Bokförlag, ISBN 978-91-73291-19-4, PDF.
- 36. Roth, Thomas (2013), Försvaret av Stockholm under kalla kriget, Stockholm: Svenskt Militärhistoriskt Biblioteks Förlag, ISBN 978-91-86837-34-1, PDF.
- 37. Nilsson, Sam (2013), T-kontoret. Underrättelsetjänst och västsamarbete i kalla krigets början, Stockholm: Medströms Bokförlag, ISBN 978-91-73291-15-6.
- 38. Andersson, Lennart (2013), Flygvapnets spaningsflyg, Stockholm: Svenskt Militärhistoriskt Biblioteks Förlag, ISBN 978-91-86837-50-1, PDF.
- 39. Munck af Rosenschöld, Sten (2014), Totalförsvarets ledning under kalla kriget, Karlskrona: Printfabriken, ISBN 978-91-980498-7-9, PDF. (Återutgiven av Svenskt Militärhistoriskt Biblioteks Förlag, 2017, ISBN 978-91-88053-74-9.)
- 40. Ekman, Sten (2013), Kalixlinjen – kalla krigets lås i norr. Befästningarna, fasta artilleriet, de svenska planerna och det tänkta sovjetryska anfallet, Stockholm: Svenskt Militärhistoriskt Biblioteks Förlag, ISBN 978-91-86837-46-4, PDF.
- 41. Wennerholm, Bertil; Zetterberg, Kent, reds. (2015), Militära ledare under kalla kriget, Stockholm: Medströms Bokförlag, ISBN 978-91-73291-26-2.
- 42. Wallerfelt, Bengt (2016), Den hemliga svenska krigsplanen, Stockholm: Medströms Bokförlag, ISBN 978-91-73291-24-8.
- 43. Björeman, Carl (2013), Var vi redo? Svenska armén under kalla kriget, Stockholm: Svenskt Militärhistorisk Biblioteks Förlag, ISBN 978-91-86837-54-9, PDF.
- 44. Hugemark, Bo, red. (2015), Den stora armén, Stockholm: Medströms Bokförlag, ISBN 978-91-73291-23-1.
- 45. Wennerholm, Bertil, red. (2015), Så kom JAS-projektet till. Vittnesseminarium kring beslutsprocessen om JAS 39 1979–1983. 11 november 2013, Stockholm: Forskningsprojektet Försvaret och det kalla kriget, ISBN 978-91-980498-8-6, PDF.
- 46. Karlsson, Birgit (2015), Svensk försvarsindustri 1945–1992, Karlskrona: Printfabriken, ISBN 978-91-980498-9-3.
- 47. Hugemark, Bo, red. (2017), Den stora invasionen. Svenskt operativt tänkande under det kalla kriget, Stockholm: Medströms Bokförlag, ISBN 978-91-73291-38-5.
- 48. Roth, Thomas (2014), Den svenska Krigsmakten under kalla kriget, Stockholm: Svenskt Militärhistoriskt Biblioteks Förlag, ISBN 978-91-86837-68-6. (Tidigare utgiven som FoKK nr 10.)
- 49. Gustafsson, Bengt (2014), Det sovjetiska hotet mot Sverige under kalla kriget, Stockholm: Svenskt Militärhistoriskt Biblioteks Förlag, ISBN 978-91-86837-72-3. (Tidigare utgiven som FoKK nr 12.)
- 50. Artéus, Gunnar; Zetterberg, Kent, reds. (2016), Realism eller illusion. Svensk säkerhetspolitik under det kalla kriget, Karlskrona: Printfabriken, ISBN 978-91-980498-6-2.
- 51. Fältström, Herman (2017), Slagsida. Försvarsbesluten och sjöförsvaret, Stockholm: Forskningsprojektet Försvaret och det kalla kriget, ISBN 978-91-980498-2-4.
- 52. Artéus, Gunnar; Zetterberg, Kent, reds. (2018), Cold war views on Sweden, Stockholm: Medströms Bokförlag, ISBN 978-91-73291-44-6.
- 53. Björeman, Carl (2017), Sex överbefälhavare söker en roll. Tvekampen mellan det territoriella och det teknologiska försvaret under det kalla kriget, Stockholm: Forskningsprojektet Försvaret och det kalla kriget, ISBN 978-91-980498-3-1.
- 56. Hugemark, Bo, red. (2019), Möta, hejda, slå. Så skulle Sverige försvaras, Stockholm: Medströms Bokförlag, ISBN 978-91-73291-50-7.